# Borkoldoj
Borkoldoj (kyrgyzsky Борколдой тоо, Borkoldoj too, rusky Борколдой, Borkoldoj) je horský hřbet ve vnitřním Ťan-šanu v jihozápadní části Kyrgyzstánu. 
Tento hřbet jedním ze skupiny kratších, ale vysokých hřebenů rovnoběžkového průběhu jižně od hřbetu Těrský Alatau, od kterého jej oddělují menší hřbety Džetim a Džetimbel. Délka je asi 100 km (dle jiného zdroje 90 km), maximální šířka 34 km, průměrná výška je 4300 m n. m. (dle jiného zdroje 4000 m n. m.) a maximální výšky 5049 m n. m.  (5170 m n. m.) dosahuje v západní části. Od sousedních hřbetů je Borkoldoj oddělen vysoko položenými, hlubokými a širokými říčními dolinami, takzvanými syrty. Borkoldoj patří k pásmu pohoří, které vznikly v průběhu hercynských horotvorných procesů. Skládá se zejména z vápenců, krystalické břidlice, žuly a mramoru devonského, karbonského a permského stáří.
Zejména severní svahy jsou zaledněné. Na svazích roste převážně polopouštní vegetace, ve vyšších výškách jakou kamenité sutě s řídkým suchomilným rostlinstvem.
Pohoří je kvůli drsnému klimatu, strmým svahům a velkým výškovým rozdílům náročné pro turistiku. Existuje zde mnoho příležitostí k prvovýstupům na vrcholy. Oblast je opuštěná, je zde jen několik loveckých farem, tábor pastevců a základny pohraniční stráže. Borkoldoj se nachází v hraniční kontrolní zóně a proto jsou pro vstup potřebné speciální propustky. Prvním Evropanem, který tato místa navštívil byl maďarský cestovatel a vědec Gustav Prince.